# Jürgen Groh
Jürgen Groh (ur. 17 lipca 1956 w Heppenheim (Bergstraße)) – niemiecki piłkarz występujący na pozycji obrońcy.

## Kariera klubowa
Groh zawodową karierę rozpoczynał w 1. FC Kaiserslautern. W Bundeslidze zadebiutował 14 sierpnia 1976 w przegranym 1:3 meczu z 1. FC Köln. 22 kwietnia 1977 w zremisowanym 2:2 spotkaniu z Eintrachtem Frankfurt zdobył pierwszą bramkę w trakcie gry w Bundeslidze. W ciągu czterech sezonów w barwach Kaiserslautern Groh rozegrał 116 ligowych spotkań i strzelił 3 gole.
W 1980 roku odszedł do innego pierwszoligowego zespołu - Hamburgera SV. Pierwszy ligowy mecz zaliczył tam 16 sierpnia 1980 przeciwko MSV Duisburg (0:0). W HSV spędził 5 lat. W tym czasie zdobył z klubem dwa mistrzostwa Niemiec (1982, 1983) oraz Puchar Europy (1983). Wywalczył z nim także trzy wicemistrzostwa Niemiec (1980, 1981, 1984), a także zagrał w finale Pucharu Europy (1980, 0:1 z Nottingham Forest) oraz Pucharu UEFA (1982, 0:4 w dwumeczu z IFK Göteborg).
W 1985 roku Groh trafił do tureckiego Trabzonsporu. Po roku powrócił do ojczyzny, gdzie ponownie został graczem 1. FC Kaiserslautern. Grał tam przez trzy sezony. W 1989 roku odszedł do amatorskiego SV Edenkoben, a rok później zakończył karierę.

## Kariera reprezentacyjna
Groh rozegrał dwa spotkania w reprezentacji Niemiec. Zadebiutował w niej 26 maja 1979 w wygranym 3:1 towarzyskim meczu z Islandią. Po raz drugi w kadrze zagrał 7 września 1983 w zremisowanym 1:1 spotkaniu z Węgrami. W 1984 roku został powołany do reprezentacji olimpijskiej na Letnie Igrzyska Olimpijskie. Zagrał na nich we wszystkich 4 meczach swojej drużyny, która zakończyła turniej na ćwierćfinale.